# NSTG Prosetitz
Die Nationalsozialistische Turngemeinde Prosetitz (kurz: NSTG Prosetitz) war ein Sportverein mit Sitz im heutigen Ortsteil Prosetice der tschechischen Stadt Teplice.

## Geschichte
Die NSTG nahm in der Saison 1939/40 an der Gauliga Sudetenland teil und wurde dort in die Staffel 2 eingegliedert. In dieser Saison verhinderte die Mannschaft mit den vierten Platz den Abstieg und beendete die Spielzeit mit 8:8 Punkten. In der nächsten Saison wurde die Mannschaft besser und erreichte mit 5:7 Punkten nach sechs Spielen am Ende der Spielzeit den dritten Platz. Nach der Saison 1941/42 stand die Mannschaft dann erneut auf dem dritten Platz, dieses Mal jedoch nach zehn gespielten Spielen und mit 12:8 Punkten. In der Saison 1942/43 zog sich die Mannschaft im Dezember 1942 bereits vom Spielbetrieb zurück, die bislang erzielten Ergebnisse wurden annulliert. Nach der Saison 1943/44 stand die Mannschaft dann schließlich erstmals mit 16:4 Punkten in der Liga auf dem ersten Platz ihrer Gruppe 2 und qualifizierte sich damit für die Finalrunde, in der sie gegen die NSTG Brüx mit insgesamt 1:21 verloren. Die nächste Saison wurde zwar angefangen, jedoch kriegsbedingt schnell wieder abgebrochen. Nach der Kapitulation des Deutschen Reiches wurde das Sudetenland wieder in die Tschechoslowakei eingegliedert und der Verein aufgelöst.